# Bataille de la Ristigouche
Guerre de Sept Ans
Batailles
- Minorque (navale) (1756)
- Pirna (1756)
- Lobositz (1756)
- Reichenberg (1757)
- Prague (1757)
- Kolin (1757)
- Hastenbeck (1757)
- Gross-Jägersdorf (1757)
- Moys (1757)
- Rochefort (1757)
- Rossbach (1757)
- Breslau (1757)
- Leuthen (1757)
- Carthagène (navale) (1758)
- Olomouc (1758)
- Saint-Malo (1758)
- Rheinberg (1758)
- Krefeld (1758)
- Domstadl (1758)
- Cherbourg (1758)
- Zorndorf (1758)
- Saint-Cast (1758)
- Tornow (1758)
- Lutzelberg (1758)
- Hochkirch (1758)
- Bergen (1759)
- Kay (1759)
- Minden (1759)
- Kunersdorf (1759)
- Neuwarp (navale) (1759)
- Hoyerswerda (1759)
- Baie de Quiberon (navale) (1759)
- Maxen (1759)
- Meissen (1759)
- Glatz (1760)
- Landshut (1760)
- Corbach (1760)
- Emsdorf (1760)
- Dresde (1760)
- Warburg (1760)
- Liegnitz (1760)
- Rhadern (1760)
- Berlin (1760)
- Kloster Kampen (1760)
- Torgau (1760)
- Belle-Île (1761)
- Langensalza (1761)
- Cassel (1761)
- Grünberg (1761)
- Villinghausen (1761)
- Ölper (1761)
- Kolberg (1761)
- Wilhelmsthal (1762)
- Burkersdorf (1762)
- Lutterberg (1762)
- Reichenbach (1762)
- Almeida (1762)
- Valencia de Alcántara (1762)
- Nauheim (1762)
- Vila Velha de Ródão (1762)
- Cassel (1762)
- Freiberg (1762)

- Jumonville Glen (1754)
- Fort Necessity (1754)
- Fort Beauséjour (1755)
- 8 juin 1755
- Monongahela (1755)
- Petitcoudiac (1755)
- Lac George (1755)
- Fort Bull (1756)
- Fort Oswego (1756)
- Kittanning (1756)
- En raquettes (1757)
- Pointe du Jour du Sabbat (1757)
- Fort William Henry (1757)
- German Flatts (1757)
- Lac Saint-Sacrement (1758)
- Louisbourg (1758)
- Le Cran (1758)
- Fort Carillon (1758)
- Fort Frontenac (1758)
- Fort Duquesne (1758)
- Fort Ligonier (1758)
- Québec (1759)
- Fort Niagara (1759)
- Beauport (1759)
- Plaines d'Abraham (1759)
- Sainte-Foy (1760)
- Neuville (1760)
- Ristigouche (navale) (1760)
- Mille-Îles (1760)
- Signal Hill (1762)

- Cap-Français (1757)
- Martinique (1759)
- Guadeloupe (1759)
- Dominique (1761)
- Martinique (1762)
- Cuba (1762)

- Chandernagor (1757)
- Plassey (1757)
- Gondelour (1758)
- Négapatam (navale) (1758)
- Condore (1758)
- Madras (1758)
- Pondichéry (navale) (1759)
- Masulipatam (1759)
- Chinsurah (1758)
- Wandiwash (1760)
- Pondichéry (1760-1761)
- Manille (1762)

- Saint-Louis (1758)
- Gorée (1758)
- Gambie

La bataille de la Ristigouche est une bataille navale de la fin de la guerre de Sept Ans, entre des éléments de la Royal Navy et une petite flottille envoyée de France pour aider la Nouvelle-France à résister à l'invasion britannique, malgré la récente chute de Québec.

## Contexte
En 1760, le conflit allumé depuis 1754 entre la France et la Grande-Bretagne semble tourner à l'avantage de cette dernière. En Amérique du Nord, malgré ses premiers succès, la France se trouve dans une position critique. Après avoir perdu Louisbourg en 1758 puis Québec l'année suivante, elle voit son maintien au Canada fort compromis. Mais cependant tout n'est pas joué, les troupes françaises s'opposent à l'avancée britannique et les obligent à prendre leurs quartiers d'hiver repoussant à l'année suivante leurs projets de conquête et laissant au général Lévis l'occasion d'organiser une riposte.
Ainsi le 28 avril 1760, le Chevalier de Lévis, à la tête de sept mille soldats, marche sur Québec et livre un combat victorieux à Sainte-Foy, entamant alors le deuxième siège de Québec (1760). Les renforts venant de la mer apporteront avec eux la victoire à un des deux camps. Cette victoire ne tarde pas, les navires britanniques sont les premiers à parvenir devant Québec après qu'ils ont battu les maigres forces navales du commandant Vauquelin, ils pilonnent les troupes françaises qui manquent de munitions et les forcent à battre en retraite. Mais la victoire n'en est pas garantie pour autant. Montréal, la dernière place forte française, attend toujours en vain des renforts qui pourraient la sauver.

## Situation
À la suite des défaites successives à Lagos, aux Cardinaux et de la prise de ses ports sur la côte nord-américaine, la France n'a pu ravitailler ses colonies qui se retrouvent dépourvues de tout. 
Le gouvernement de la Nouvelle France, en particulier le gouverneur Pierre de Rigaud de Vaudreuil, le commandant en chef des armées François Gaston de Lévis et le Munitionnaire de Nouvelle-France Joseph-Michel Cadet ont rédigé à l'intention du roi et de son gouvernement des lettres expliquant la situation en Nouvelle-France et exprimant les besoins militaires et logistiques. Ces lettres furent confiées au Chevalier Le Mercier en novembre 1759 pour qu'il les apporte en France et se fasse l'avocat des besoins de la Nouvelle-France. Le Mercier embarqua sur le navire Machault, sous commandement du capitaine Jacques Kanon, un corsaire dunkerquois. Ils arrivèrent à Brest le 23 décembre 1759 ; de là, le Chevalier Le Mercier partit directement pour Versailles, accompagné du capitaine Kanon.
Le financement des achats de provisions et de l'armement des navires furent confiés par l'État à différents négociants et armateurs bordelais, principalement Pierre Desclaux, Lamaletie et Latuilière, et Roussens, qui négocièrent l'opération avec les représentants du secrétaire d'État de la Marine Nicolas-René Berryer et du secrétaire d'État au département de la Guerre Charles Louis Auguste Fouquet de Belle-Isle. Ils durent se procurer les navires, les équipages et les marchandises, alors que les armements et équipements militaires furent procurés par l'armée depuis l'arsenal de Rochefort (Charente-Maritime) 
Ainsi le convoi embarqua plus de deux mille tonneaux de vivres et de munitions, ainsi que quatre cents hommes de troupe commandés par le capitaine François-Gabriel d’Angeac, homme d'expérience qui connaît bien le pays. Dans leurs cales, les navires marchands embarquent une multitude de vivres dont la moitié est composée de viandes salées et de farines, auxquelles s'ajoutent munitions et fournitures. Le Machault n'est pas en reste car il embarque à lui seul cent cinquante soldats (sur un équipage de deux cent cinquante hommes) et une bonne partie de la poudre et des munitions.
Cinq navires marchands ont été affrétés : le Bienfaisant, le Soleil, l'Aurore, la Fidélité et le Marquis de Malauze ; escortés par la frégate de vingt-six canons le Machault. Le commandement de la flottille fut confié à François Chenard de la Giraudais ; ce jeune lieutenant de frégate âgé de trente-trois ans possède, en dépit de son jeune âge, une grande expérience et les qualités nécessaires pour mener à bien cette mission. En effet, en 1759, il avait déjà escorté plusieurs convois, toujours à bord du Machault dont il connaît bien les qualités nautiques.
Après un armement rapide, le convoi leva l'ancre le 10 avril 1760. Dès le lendemain, les Britanniques, qui font le blocus du port, prennent en chasse le convoi qui doit se disperser. Mais alourdis par leurs marchandises, l'Aurore et le Soleil sont arraisonnés par l'ennemi. Deux semaines plus tard, alors que le convoi croise au large des Açores, la Fidélité fait naufrage. Le 15 mai, il ne reste plus que trois navires lorsque la flottille amoindrie mouille dans le golfe du Saint-Laurent. Là, elle apprend que les Britanniques sont arrivés les premiers et ont détruit la flottille de Vauquelin devant Québec. La Giraudais décide alors de se réfugier dans la baie des Chaleurs. Le 18 mai, il jette l'ancre dans l'estuaire de la Ristigouche. Les Amérindiens locaux, des Micmacs, alliés des Français, promettent de combattre les Britanniques aux côtés de La Giraudais. Cinq navires de guerre britanniques menés par le capitaine de vaisseau John Byron, appareillent de Louisbourg.

## Bataille

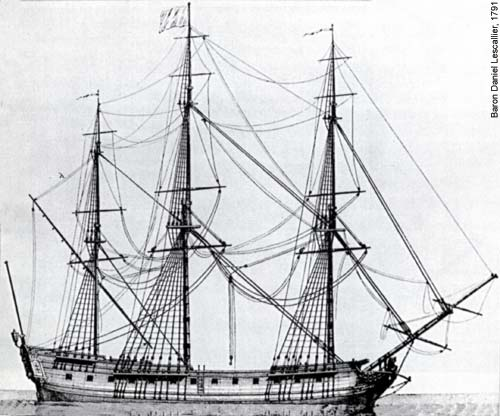
Un dessin de 1791 de la frégate Le Machault

Le 22 juin, La Giraudais se retrouve piégé au fond de la baie des Chaleurs et décide de remonter la rivière Ristigouche en espérant que le tirant d'eau des navires de Byron ne lui permette pas d'en faire autant. L'hésitation de ce dernier laisse à La Giraudais le temps d'organiser sa défense. Il installe une batterie à terre puis fait saborder des goélettes dans le chenal pour en interdire l'accès et protéger le Machault. Le 3 juillet, Byron parvient enfin à trouver le chenal principal et s'engage dans la rivière. À courte portée, le combat est sanglant et malgré leur infériorité numérique, les Français parviennent à infliger de lourds dommages aux Britanniques avant que ceux-ci n'aient pu détruire la batterie côtière. Mais face à l'avance de ceux-ci, La Giraudais décida de remonter encore plus la rivière. Pendant de nombreuses heures et cinq jours durant, de furieux combats eurent lieu pendant lesquels La Giraudais parvint à tenir tête à Byron. Mais plus le temps passait plus la victoire semblait impossible.
Finalement résigné, La Giraudais décida, au matin du 8 juillet, de saborder ses bâtiments après les avoir fait évacuer. Afin que l'ennemi ne s'empare pas des vivres, il fait sauter le Machault et le Bienfaisant. Le Marquis de Malauze qui compte des prisonniers à son bord ne subit pas le même sort et est capturé. Une fois à terre, les Français établissent un petit fort et y prennent garnison.

## Conséquences

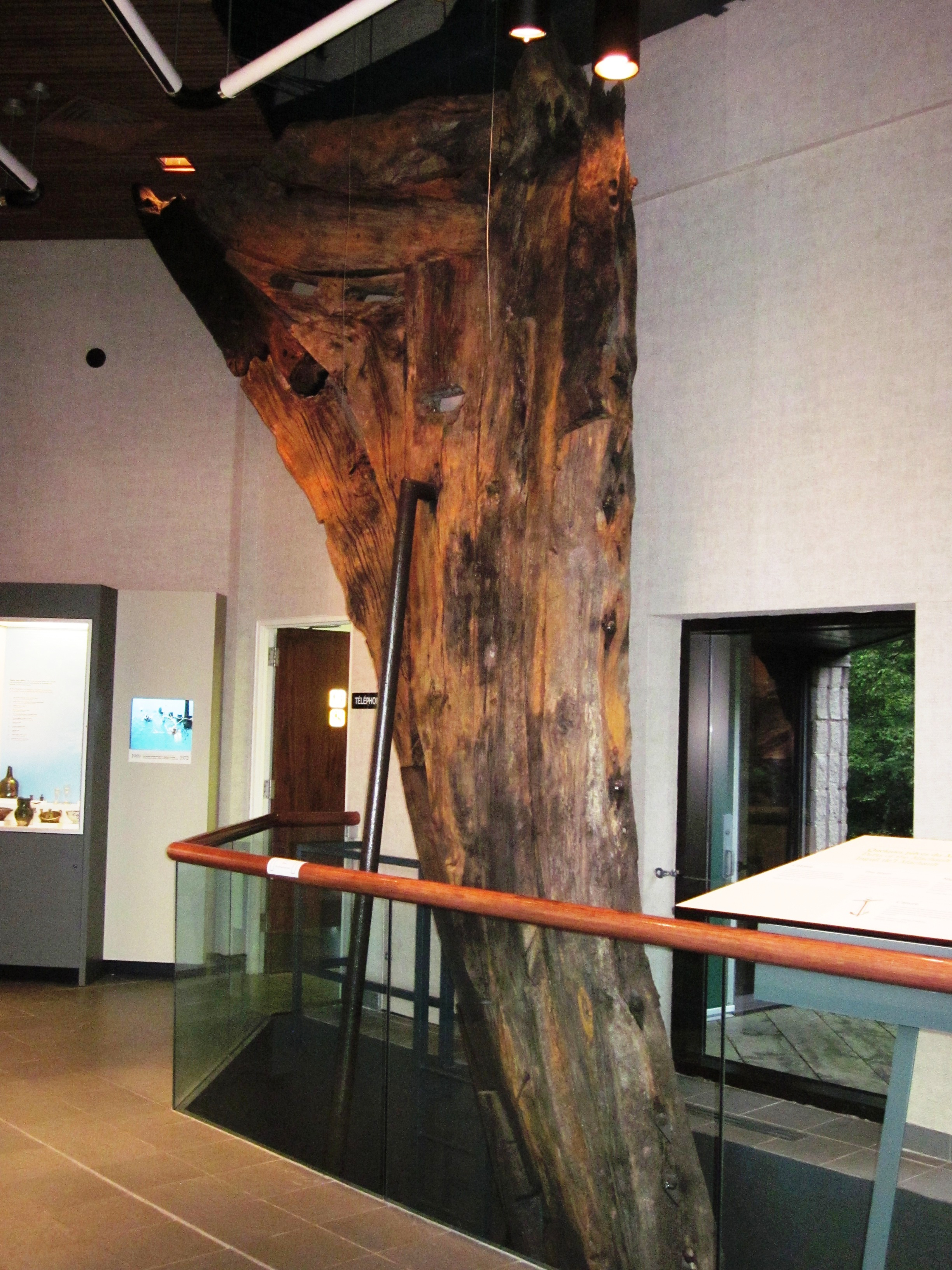
Proue du Machault au lieu historique national de la Bataille-de-la-Ristigouche.

Privée de renforts et de ravitaillements, Montréal doit se résoudre à l'inéluctable. Le 8 septembre, la ville se rend au général Amherst. Le 23 octobre, la petite garnison de Ristigouche apprend la triste nouvelle et se rend aux Anglais six jours plus tard. Même si le convoi était parvenu à Montréal, sa cargaison n'aurait procuré qu'un léger sursis à la Nouvelle-France dont le sort semblait scellé depuis longtemps. Avec la chute des dernières places fortes, la guerre s'achève en Amérique ainsi que le rêve de Samuel de Champlain. En application du traité de Paris en 1763, la Grande-Bretagne obtient la Nouvelle-France.
Malgré sa défaite, la défense de La Giraudais et son opiniâtreté lui vaudront le grade de capitaine de brûlot.

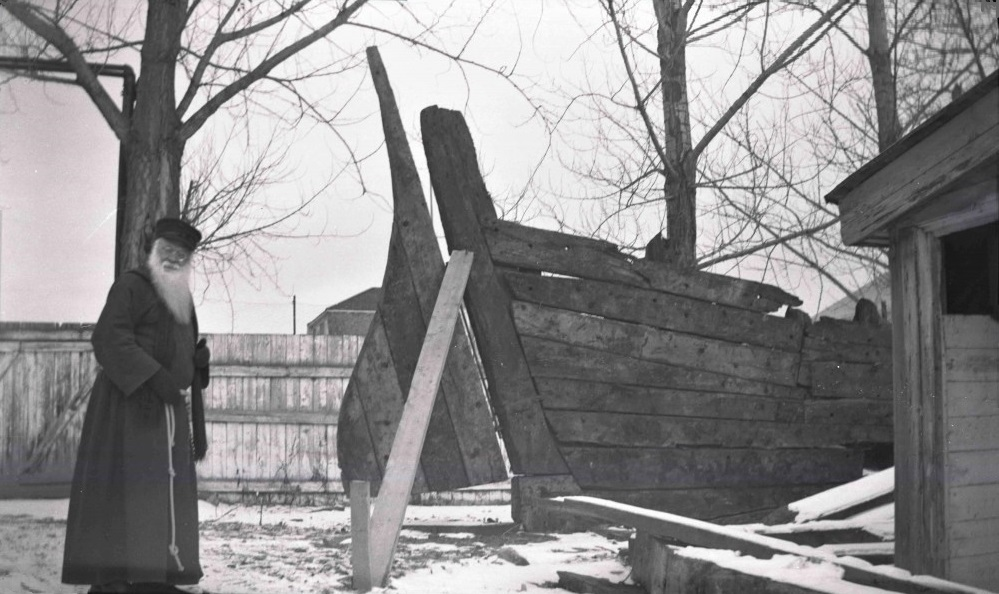
Pacifique de Valigny près du Marquis de Malauze, 1946

Un musée, le lieu historique national de la Bataille-de-la-Ristigouche, commémore cet événement à Pointe-à-la-Croix. L'épave du Marquis de Malauze a été classée objet patrimonial en 1965.